# Аполлон і Дафна (Ауер)
«Аполло́н і Да́фна» (нім. Apollo und Daphne) — скульптурна група зі слонової кістки роботи австрійського скульптора Якоба Ауера (бл. 1645—1706). Створена близько 1688/1690 року у Відні. Зберігається у Кунсткамері у Музеї історії мистецтв у Відні (інвен. номер КК 4537).
Овідій розповідає у «Метаморфозах», як німфа Дафна уникнула любовних переслідувань Аполлона, покликавши про допомогу свого батька, річного бога, після чого вона перетворилася у лаврове дерево (дав.-гр. Δάφνη = «лавр»). Цей сюжет був особливо популярний серед митців епохи бароко.
Якоб Ауер під час свого перебування у Відні був під сильним впливом Маттіаса Штайнля і Маттіаса Раухміллера. Тірольському майстру вдалося створити технічно віртуозну скульптуру із численними деталями, майстерно відобразивши момент перетворення Дафни у дерево.